# Dorothea Nürnberg
Dorothea Nürnberg (* 29. November 1964 in Graz; † 23. März 2022) war eine österreichische Schriftstellerin.

## Karriere
Dorothea Nürnberg studierte deutsche und französische Philologie in Graz und an der Sorbonne. Danach war sie im Kunstmanagement tätig. Zu ihren Werken zählen Lyrikzyklen (u. a. BewusstSein im Werden, 1996), Theaterstücke (Penelope, 1998 uraufgeführt), Prosa sowie literarische Beiträge für ORF und Ö1. Auch für künstlerische Co-Projekte, Kunstkataloge (u. a. für Li Yan Pin, Peter Atanasov (österreichischer Maler), Christian Kvasnicka) und Ausstellungen war sie tätig. Zudem beschäftigte sie sich mit Kunstfotografie. Neben ihrem literarischen Schaffen veröffentlichte sie auch Beiträge in Tageszeitungen und Magazinen. Nürnberg war Mitglied des internationalen P.E.N. Club Writers Association und Ehrenmitglied von International Film and Television Club, Marwah Studio Complex, New Delhi, Indien. Sie lebte in Wien.

## Publikationen (Auswahl)
- Auf dem Weg nach Eden, Roman (Ibera Verlag 2000), ISBN 3-900436-97-5
- In 18 Touren um die Welt. Ein literarischer ReiseVerführer mit einem Vorwort von Konrad Holzer, ORF, (Ibera Verlag 2001)
- …heimgekehrt unter das kreuz des südens. Impressionen aus dem Regenwald, (Haymon 2002)
- das Poesie-Fotografie-Kunstbuch Onda – Meditationen aus Meer und Sand, Text und Fotografie von Dorothea Nürnberg (Verlag Christian Brandstätter 2004)
- Tochter der Sonne (Ibera Verlag 2004)
- Kurzweiliges und Eiliges. Eine GedankenVersammlung, Text und Fotografie Dorothea Nürnberg, (Ibera Verlag 2005),
- Spiegelbilder. Erzählungen (Kitab Verlag 2006), Vorwort: Dr. Helmuth A. Niederle, Österreichische Gesellschaft für Literatur, ISBN 3-902005-75-0.
- Gestern vielleicht, Roman, (Ibera Verlag 2008)
- Raga im Walzertakt, Filmdrehbuch für WEGA Film Wien (goldene Palme Cannes 2009) und Eagle Films Mumbai, Indien, 2011.
- Sterntänzer, Roman, Ibera Verlag Wien, April 2012, ISBN 978-3-85052-311-0
- Gatito, Erzählungen, Ibera Verlag Wien 2014
- Unter Wasser, Roman, Ibera 2015
- herzwortweben, Lyrik, Ibera 2017
- Tanz – Spiralen des Lebens (mit Fotografien von Claudia Prieler, Verlag Christian Brandstätter 2002)
- quellwärts – brücken zwischen nord und süd (mit Fotografien von Christian Mazal, Verlag Christian Brandstätter 2003).

### Fremdsprachige Ausgaben
Ihre Werke sind übersetzt in Englisch, Portugiesisch, Spanisch, Russisch, Türkisch, Farsi und Arabisch
- heimgekehrt unter das kreuz des südens in portugiesischer Übersetzung (Ü: Erika Maria Heiss Lopes) unter dem Titel Cantares da Terra bei Editora Valer, São Paulo/Manaus, Brasilien, 2006;
- Spiegelbilder in englischer Übersetzung (Ü: Karin Bhatia) unter dem Titel Reflections bei Bibliophile South Asia, New Delhi, Indien/Chicago, USA 2007 (Buchpräsentation in New Delhi und Mumbai auf Einladung der Österreichischen Botschaft in New Delhi und Goethe-Institut Mumbai);
- Gestern vielleicht in englischer Übersetzung (Ü: Karin Bhatia) unter dem Titel Maybe Yesterday bei Bibliophile South Asia, New Delhi/Chikago, 2009;
- Tochter der Sonne in portugiesischer Übersetzung unter dem Titel Filha do Sol (Ü: Erika Maria Heiss Lopes) bei Oficina Editores, Rio de Janeiro, 2012;
- „Sterntänzer“ in türkischer Übersetzung unter dem Titel Yildiz Semasi (Ü: Naime Erkovan), Vapur Verlag, Istanbul 2016;
- „Sterntänzer“ in arabischer Übersetzung unter dem Titel Muraqisso noudjoum (Ü: Souaad Blamm), El Almaia Verlag, Algier/Algerien, 2017;
- „herzwortweben“ in spanischer Übersetzung unter dem Titel tejiendo palabras de corazón (Ü: Richard Gross), Festival de Poesia, Buenos Aires/Argentinien 2017.

Dorothea Nürnbergs Lyrik erschien in Anthologien in Farsi (Spuren 2014), in Arabisch (in der sudanesischen Kulturzeitschrift „Seite der Kulturschaffenden“ unter dem Titel Perle der Donau 2016) und in Russisch (Anthologie Liebe 2017).

### Literarische Beiträge in Anthologien und Literaturzeitschriften
Das Labyrinth: Ausstellung Shedhalle St. Pölten 1999, Textbeitrag;
Kunstkataloge Christian Kvasnicka/Li Yan Pin/Peter Atanasov: Textbeiträge 1998 – 2000;
Penelope, Vertonung Peter Uwira 1998;
CD „Von Gold überströmt“ Marianne Kopatz Vertonung des Gedichts „Lichtgeburt“/Harald Neuwirth 1997;
Jede andere Seite, Plattform 2009: Siglo del oro/Abgesang anno 2008;
Time to say NO!, Löcker 2013: Freiheit so weit das Auge reicht;
PLURAL, Revista Litéraria, Rio de Janeiro 2013;
Mitten im Satz/Fragmente, Plattform 2014: Silberfluss;
23+23 = 1, PEN, Plattform 2014: Aus Vishnus Tod: Was heisst überhaupt zurück?;
Spuren: Anthologie österreichischer Lyrik Farsi/Deutsch, Driesch Verlag 2014: Unsichtbar, Quellwärts, Blaugrüne Verflechtungen;
TAKSiM Solidarity, Austrian PEN 2014: Wider die Verletzung der Menschenrechte in der Türkei durch Ministerpräsident Erdogan;
Anthologie Bunte Steine frisch gefärbelt, edition Pen 2015;
Anthologie Wortkörper, edition Pen 2016;

### Lesereisen, Literaturfestivals
- Lesereise Manaus/Brasilien 2006
- Lesereise auf Einladung des Austrian Culture Forum New Delhi und Goethe-Institut Mumbai, Indien 2007
- London Book Fair 2009
- International Poetry and Literature Festival, Istanbul 2016
- Festival Internacional de Poesía, Buenos Aires, Argentinien 2017